# Black Cat Detective
Black Cat Detective (xinès simplificat: 黑猫警长, xinès tradicional: 黑貓警長, pinyin: Hēimāo Jǐngzhǎng) és una sèrie d'animació xinesa produïda per Shanghai Animation Film Studio i dirigida per Dai Tielang. Està protagonitzada pel Detectiu Gat Negre, personatge literari creat per Zhu Zhixiang. La història transcorre en un bosc, on el detectiu passeja amb la seua motocicleta detenint als roïns.
Es va emetre originalment del 1984 al 1987, primer en cinemes i posteriorment a la CCTV. La sèrie va esdevenir un clàssic de la televisió de la Xina i ha sigut reemesa en diferents ocasions. En el seu moment es criticà la trama per violenta, ja que l'estil es més proper al de l'animació occidental o japonesa que als temes tradicionals de l'animació xinesa.
Tot i el seu èxit, la sèrie original patí diversos contratemps. Un fon una denúncia per violació de copyright posada per Zhu Zhixiang, en un moment en què a la República Popular de la Xina les lleis de propietat intel·lectual eren molt laxes. Finalment les parts arribaren a un acord, però la crisi del cinema d'animació xinés a finals dels anys huitanta, amb una important fuga de cervells en aquelles dates, fa que sèrie s'haja de cancel·lar després que es feren cinc entregues.
El 2015 s'estrenà una seqüela en format de llargmetratge per a cinemes, anomenada Hei mao jingzhang zhi feicui zhi xing.